# الن امان
الن امان (انگلیسی: Ellen Ammann; ۱ ژوئیهٔ ۱۸۷۰ – ۲۳ نوامبر ۱۹۳۲) قدیس مسیحی اهل آلمان بود.
از سال ۱۹۱۹ تا ۱۹۳۲، او به‌عنوان نمایندهٔ لندتاگ از حزب مردم باواریا فعالیت می‌کرد، جایی که از حرفه‌ای‌سازی آموزش زنان حمایت کرد. در ژانویهٔ ۱۹۲۳، همراه با آنیتا آوگسپورگ، لیدا گوستاوا هایمان و هیئتی از زنان، الن آمان خواستار اخراج آدولف هیتلر متولد اتریش از آلمان شد. در جریان کودتای آبجوفروشی، او به‌همراه چند تن از اعضای دولت با شتاب بیانیه‌ای در محکومیت این کودتا تنظیم کرد. او تا پایان عمر خود به مخالفت با ناسیونال‌سوسیالیسم ادامه داد.

## زندگی
الن سوندستروم در استکهلم، سوئد زاده شد. او دختر بزرگ‌تر کارل رودولف سوندستروم (۱۸۴۱–۱۸۸۹) و کارولینا سوفیا هگستروم (۱۸۴۹–۱۹۴۳) بود. پدرش پرنده‌شناس و دکترای جانورشناسی بود. مادرش روزنامه‌نگار و دبیر بخش خارجی روزنامهٔ استکهلمز-تیدنینگن بود. خواهر او نقاش منظره‌پرداز سوئدی هریت سوندستروم (۱۸۷۲–۱۹۶۱) بود.
الن که در آغاز پروتستان غسل تعمید یافته بود، با الهام از مادرش که در سال ۱۸۸۱ به‌صورت پنهانی در دانمارک به کاتولیسیسم گرویده بود، در فضای کلیسای کاتولیک بزرگ شد. والدینش زمینه‌ساز تحصیل او در مدرسهٔ فرانسوی (Franska skolan) ویژهٔ فرزندان دیپلمات‌ها شدند، جایی که خواهران مذهبی، یعنی خواهران سن ژوزف شومبری، تدریس می‌کردند. الن آمان در ۱۴ سالگی به کلیسای کاتولیک رم گروید. پس از پایان دبیرستان، همراه با مادرش به سفری طولانی به آلمان رفت. او نزدیک به یک سال مهمان خانوادهٔ کلمانس هیرمان فن تسویدویک در قلعهٔ سورن‌بورگ در نزدیکی ریزن‌بک بود.
پس از بازگشت به سوئد، او به تحصیل در رشتهٔ ژیمناستیک درمانی سوئدی پرداخت که بنیان‌گذار آن پر هنریک لینگ بود. اما الن سوندستروم تحصیل خود را ناتمام گذاشت، چرا که عاشق ارتوپد آلمانی، اُتمار آمان شد که برای آموزش بیشتر در همین رشته به استکهلم آمده و در خانهٔ خانوادهٔ سوندستروم اقامت داشت. آن‌ها در اکتبر ۱۸۹۰ ازدواج کردند و الن ۲۰ ساله همراه همسرش به مونیخ نقل مکان کرد. این زوج صاحب شش فرزند شدند. فرزند ارشد، آلبرت ماریا (۱۸۹۲–۱۹۷۴) به‌عنوان کشیش کاتولیک و مورخ کلیسا و هنر فعالیت داشت. سایر پسران خانواده نیز در ایالات متحده، هنگ‌کنگ و شانگهای به تجارت روی آوردند.
الن آمان به‌زودی وارد فعالیت‌های خیریه شد. در سال ۱۸۹۵، او از بنیان‌گذاران انجمن ماریایی حمایت از دختران بود. دو سال بعد، با پشتیبانی کنتس کریستیانه فن پرایزینگ-لیشتنگ-موس، نخستین ایستگاه مأموریت کاتولیک در مونیخ را بنیان نهاد که بیش از دو دهه مدیریت آن را بر عهده داشت. او همچنین در بنیان‌گذاری شاخهٔ مونیخ اتحادیهٔ زنان کاتولیک نقش داشت که از ۶ دسامبر ۱۹۰۴ ریاست آن را بر عهده گرفت. در سال ۱۹۱۱ او اتحادیهٔ ایالتی باواریا از همین نهاد را تأسیس کرد.
الن آمان خیلی زود دریافت که «علاوه بر مدرسهٔ زنان که پایان‌بخش آموزش دختران است، باید نهادهای آموزشی ویژه‌ای برای زنان پایه‌گذاری شوند که الگوهایی برای فعالیت‌های اجتماعی و خیریه‌ای زنان شاغل یا داوطلب ارائه کنند». او تا پایان عمر، هفته‌ای یک بار درس «مسائل زنان و جنبش زنان» را تدریس می‌کرد. نهاد آموزشی بنیان‌گذاری‌شده توسط الن آمان، از نخستین مراکز آموزشی برنامه‌محور در زمینهٔ مددکاری اجتماعی در آلمان بود. دختر او، ماریا آمان، از ۱۹۲۹ تا ۱۹۶۱ ریاست این مدرسه را برعهده داشت. این نهاد در ژوئیهٔ ۱۹۷۰ در دانشگاه علوم کاربردی کاتولیک در مونیخ ادغام شد.
در سال ۱۹۱۴، الن آمان به‌دلیل خدمات اجتماعی و خیریه‌اش، نشان پاپی پرو اکلیسیا ات پونتیفیس را دریافت کرد. در ۱۹۱۹، او «انجمن زنان شماس کاتولیک» (امروزه: مؤسسهٔ سکولار Ancillae Sanctae Ecclesiae) را بنیان نهاد که منشأ اولیهٔ آن به ایدهٔ «سومین حرفهٔ زنانه» بازمی‌گشت.
پس از اعطای حق رأی به زنان در نوامبر ۱۹۱۸، الن آمان یکی از نخستین زنانی بود که در سال ۱۹۱۹ از سوی حزب مردم باواریا به پارلمان ایالتی باواریا راه یافت و تا سال ۱۹۳۲ عضو آن باقی ماند. او در این نهاد نمایندهٔ حوزه‌های رفاه جوانان، مراقبت‌های بهداشتی، رفاه عمومی و خدمات اجتماعی بود.
او با نگرانی ویژه‌ای رشد ناسیونال‌سوسیالیسم را دنبال می‌کرد و از ابتدا خطر آن را درک کرده بود. در بهار ۱۹۲۳ تلاش کرد آدولف هیتلر را از ایالت باواریا اخراج کند. در سرکوب کودتای هیتلر در ۹ نوامبر ۱۹۲۳ نقش کلیدی داشت. پس از آگاهی از برنامهٔ راهپیمایی به سوی فلدهرنهاله، او اعضای در دسترس دولت را در مدرسه‌اش گرد آورد. در بیانیه‌ای خطاب به مردم باواریا، این کودتا به‌عنوان جنایتی علیه دولت محکوم شد. آمان تضمین کرد که افراد در معرض خطر به مکان امن منتقل شوند و یگان‌هایی از رایشس‌وِر به مونیخ گسیل گردند.
بلافاصله پس از ایراد نطقی در پارلمان دربارهٔ حمایت از خانواده‌های پرجمعیت، الن آمان در سال ۱۹۳۲ در مونیخ در پی سکته‌ای درگذشت. او در آلتر زودفریدهوف به خاک سپرده شد.